# Războiul Social (91-88 î.Hr.)
Războiul Social a fost un război între Republica romană și mai multe alte orașe aliate din Italia în perioada 91 î.Hr. - 88 î.Hr.. S-a numit „Social” de la cuvântul socii (aliați). Războiul s-a mai numit Războiul Italian, Războiul Aliaților sau și Războiul Marsic.